# Canzone intelligente/Siamo ancora in tempo
Canzone intelligente/Siamo ancora in tempo è il settimo singolo del duo italiano Cochi & Renato, pubblicato nel novembre 1973 come unico estratto dal loro secondo album Il poeta e il contadino. Il disco contiene la sigla della trasmissione televisiva del Secondo Programma Il poeta e il contadino, condotto dagli stessi Cochi e Renato nello stesso anno.

## Descrizione
Il disco segna l'ennesimo passaggio di casa discografica da parte di Cochi e Renato, che qui emigrano dalla RCA Italiana alla Derby, sottoetichetta della CGD, con cui rimarranno fino al loro scioglimento nel 1978 e con cui pubblicheranno tutti i successivi dischi fino a quell'anno.
Il singolo viene prodotto da Achille Manzotti e vede Alberto Baldan Bembo agli arrangiamenti e alla direzione d'orchestra, oltre che nelle vesti di coautore, unitamente a Enzo Jannacci, Cochi Ponzoni e Renato Pozzetto, per quanto riguarda la traccia presente sul lato B, Siamo ancora in tempo. La prima traccia, Canzone intelligente, è la sigla di chiusura del fortunato programma televisivo Il poeta e il contadino, diretto da Giuseppe Recchia e condotto dagli stessi Cochi e Renato nel medesimo anno. Entrambe le tracce compaiono anche nell'album Il poeta e il contadino.
Canzone intelligente è stata in seguito inserita, oltre che nell'album Il poeta e il contadino, in numerose raccolte. Nella raccolta Il + meglio di Cochi e Renato ne è stata pubblicata una versione remixata in versione dance, mentre nell'album Finché c'è la salute del 2007 ne è stata registrata una nuova versione. Secondo Luca Pollini lo "sciocco in blu"  citato nella canzone è una presa in giro del gruppo musicale Shocking Blue.
Il singolo è stato pubblicato nel novembre 1973 dalla Derby in una sola edizione, in formato 7" con numero di catalogo DBR 1907.

## Tracce
1. Canzone intelligente (Enzo Jannacci, Cochi Ponzoni, Renato Pozzetto)
2. Siamo ancora in tempo (Alberto Baldan Bembo, Enzo Jannacci, Cochi Ponzoni, Renato Pozzetto)

## Crediti
- Cochi Ponzoni - voce, chitarra
- Renato Pozzetto - voce, chitarra
- Alberto Baldan Bembo - arrangiamenti, direzione artistica
- Achille Manzotti - produttore

## Edizioni
- 1973 - Canzone intelligente/Siamo ancora in tempo (Derby, DBR 1907, 7")